# Iridium 33
Iridium 33 — американский спутник связи одноимённой спутниковой группировки, запущенный в космос с Байконура ракетой-носителем Протон-К.
Вместе со спутником Космос-2251 стал участником первого в мире столкновения двух спутников на орбите Земли.

## История
Спутник был запущен на низкую околоземную орбиту на Байконуре с площадки 81 в 01:36 UTC 14 сентября 1997 года. Запуск был организован компанией International Launch Services (ILS). Он работал в сегменте Plane 3 группировки спутников Иридиум на узле орбиты с углом 230,9°.
Iridium 33 был частью коммерческой телекоммуникационной сети, состоящей из 66 космических аппаратов, работающих на низкой околоземной орбите. Эта спутниковая система использовала для работы L-диапазон дециметровых длин волн для предоставления услуг глобальной связи через портативные телефоны.
10 февраля 2009 года, в 16:56 UTC, на околоземной орбите на высоте около 800 км, столкнулись два спутника: Космос-2251 и Iridium 33, в результате чего оба космических корабля были разрушены. НАСА сообщило, что в результате столкновения образовалось большое количество космического мусора: 1347 обломков от Космоса-2251 и 528 обломков от Iridium 33.